# Jorge Eduardo Costilla Sánchez
Jorge Eduardo Costilla Sánchez, apelidado de El Coss (1 de agosto de 1971 — ? de novembro de 2010) foi um traficante de drogas mexicano, líder da organização criminosa conhecida como o Cartel do Golfo.